# Nemestrinus kozlovi
Nemestrinus kozlovi är en tvåvingeart som först beskrevs av Paramonov 1951.  Nemestrinus kozlovi ingår i släktet Nemestrinus och familjen Nemestrinidae. Inga underarter finns listade i Catalogue of Life.